# Niccolò Fanchi
Niccolò Fanchi (20 de abril de 1994) es un deportista italiano que compitió en remo como timonel. Ganó una medalla de oro en el Campeonato Mundial de Remo de 2011, en la prueba de dos con timonel.

## Palmarés internacional
| Campeonato Mundial | Campeonato Mundial | Campeonato Mundial | Campeonato Mundial |
| Año                | Lugar              | Medalla            | Prueba             |
| ------------------ | ------------------ | ------------------ | ------------------ |
| 2011               | Bled (Eslovenia)   | Medalla de oro     | Dos con timonel    |